# John Tully (Politiker)
John Tully (* 15. November 1904; † 31. Oktober 1977) war ein irischer Politiker der Clann na Poblachta. Er war von 1948 bis 1961 und von 1965 und 1969 Teachta Dála (Abgeordneter) im Dáil Éireann, dem irischen Unterhaus im Oireachtas.

## Biografie
John Tully war Versicherungsagent. Er konnte bereits bei den Wahlen 1948 im Wahlkreis Cavan einen Sitz im Dáil erringen. Er wurde 1951, 1954 und 1957 wiedergewählt. Bei den Wahlen 1961 verlor er den Sitz. Er konnte aber bei den Wahlen 1965 den Sitz zurückgewinnen. Er war dann einziger Abgeordneter der Clann na Poblachta im Oireachtas. Als sich die Partei auflöste, trat er bei den Wahlen zum Dáil Éireann 1969 als unabhängiger Kandidat an, wurde aber nicht gewählt. Er zog sich dann aus der Politik zurück.